# Coredo
Coredo (deutsch veraltet: Koreth, Nones: Corèt) ist eine Fraktion der Gemeinde (comune) Predaia und war bis 2015 eine selbständige Gemeinde in der Provinz Trient in der Region Trentino-Südtirol.

## Geografie
Coredo liegt etwa 34 Kilometer nordnordwestlich von Trient im Nonstal auf einer Höhe von 831 m. s. l. m. Zur Gemeinde Coredo gehörte die Fraktion Tavon. Die Nachbargemeinden waren Kurtatsch (BZ), Don, Romeno, Sanzeno, Sfruz, Smarano, Taio, Tramin (BZ) und Tres.

## Geschichte
Castel Coredo war der Stammsitz der Freiherren von Coreth zu Coredo und Rumo und danach der Grafen Coreth. 
Castel Bragher (deutsch: Castell Brughier), eine bedeutende Schlossanlage in Coredo, kam 1321 von den Coreth an die Grafen von Thun und Hohenstein, die es noch heute besitzen.
Mit Wirkung zum 1. Januar 2015 wurde Coredo mit Smarano, Taio, Tres und Vervò zur neuen Gemeinde Predaia zusammengeschlossen.

## Nachweise
1. ↑  Autonome Region Trentino-Südtirol REGIONALGESETZ vom 24. Juni 2014, Nr. 1 (Memento des Originals vom 4. Februar 2015 im Internet Archive)  Info: Der Archivlink wurde automatisch eingesetzt und noch nicht geprüft. Bitte prüfe Original- und Archivlink gemäß Anleitung und entferne dann diesen Hinweis.